# Pseudanthias fasciatus
Pseudanthias fasciatus és una espècie de peix de la família dels serrànids i de l'ordre dels perciformes.

## Morfologia
- Els mascles poden assolir 21 cm de longitud total.[4][5]

## Hàbitat
És un peix marí de clima tropical i associat als esculls de corall que viu entre 20-150 m de fondària.

## Distribució geogràfica
Es troba des de la Mar Roja fins al sud del Japó, la Gran Barrera de Corall i Tonga.